# Test Binet-Simon
Pour les articles homonymes, voir Binet et Simon.
 (juin 2008).
Si vous disposez d'ouvrages ou d'articles de référence ou si vous connaissez des sites web de qualité traitant du thème abordé ici, merci de compléter l'article en donnant les références utiles à sa vérifiabilité et en les liant à la section « Notes et références ».
Pour un article plus général, voir Échelle métrique de l'intelligence.

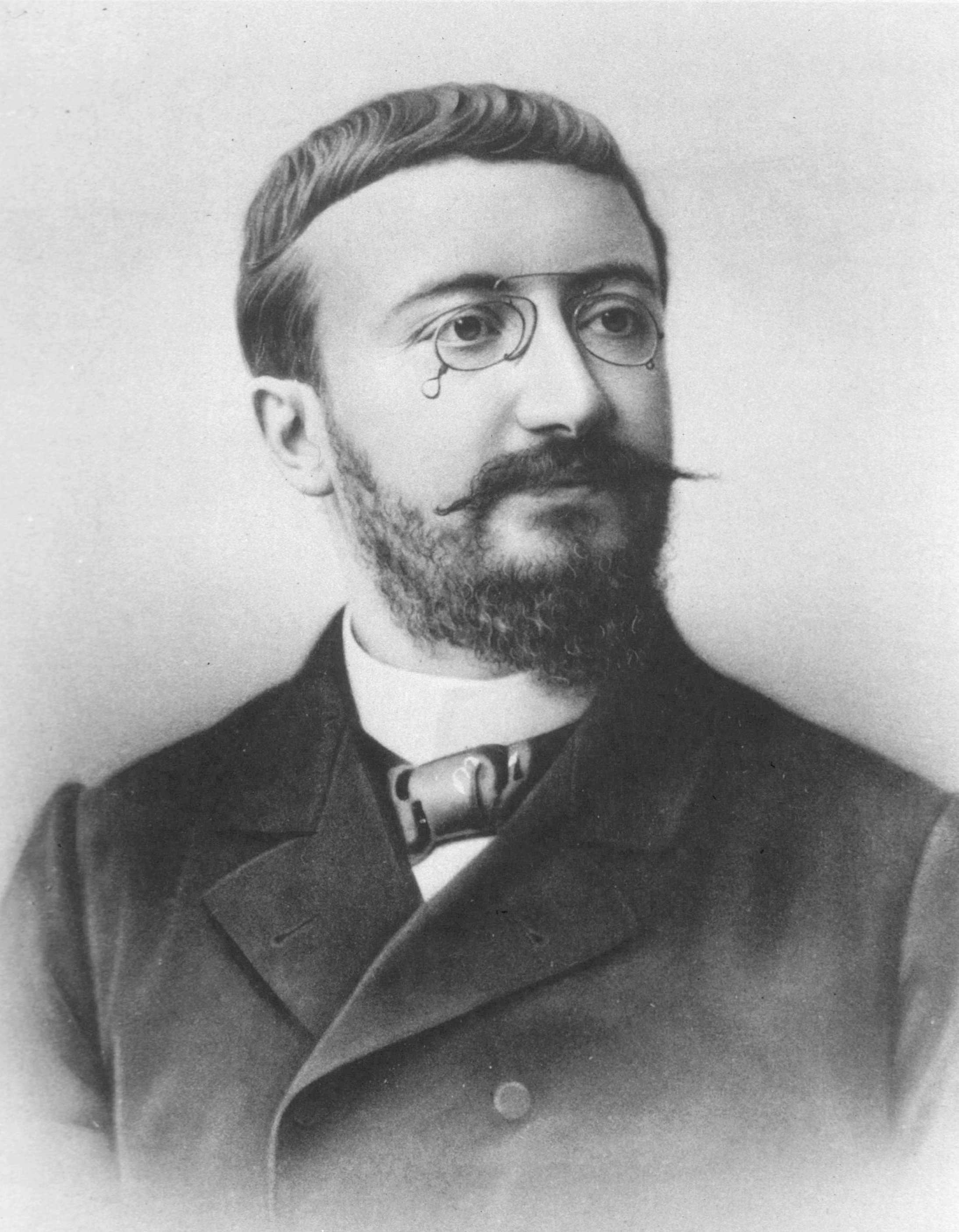
Alfred Binet.

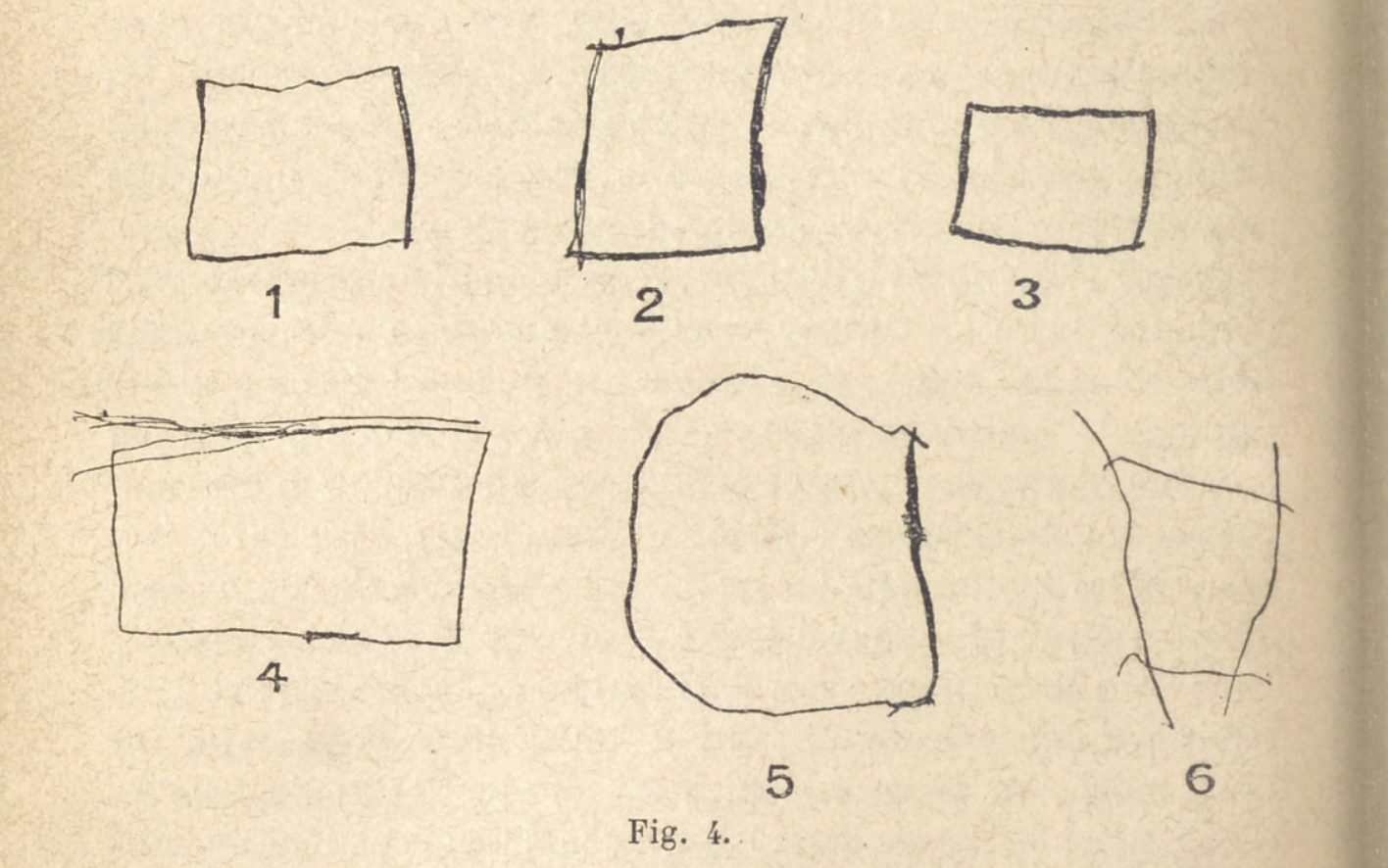
Test du carré pour enfant de cinq ans.

Test Binet et Simon est le nom couramment employé de l'échelle métrique de l'intelligence, un test de développement intellectuel mis au point par le psychologue français Alfred Binet avec l'aide du psychiatre français Théodore Simon.

## Conception
En 1905, à la demande du gouvernement français, Alfred Binet publie une échelle métrique de l'intelligence qu'il a élaborée conjointement avec Théodore Simon. Cette échelle a pour but de mesurer le développement de l'intelligence (au sens de cognition) des enfants en fonction de l'âge (âge mental).
À la suite de la réforme d'une école obligatoire en 1905, il créa ce test qui avait pour but de mesurer le développement psychologique des enfants. Le test de niveau mental fonctionnait par des séries de questions auxquelles le sujet devait répondre le plus clairement possible.

## Révisions
Dans les années suivantes, il proposera des révisions. Ce travail sera le point de départ de nombreux autres tests, en particulier le QI.

## Détermination de l'âge mental et quotient intellectuel
Il a pour but de détecter les élèves en difficulté dans les jeunes classes. Ce test est à l'origine du concept d'âge mental, repérage d'un âge de développement en regard d'acquisitions intellectuelles attestées chez plus de 75 % des enfants d'un âge donné.
Cet âge mental ne doit pas être confondu avec le quotient intellectuel (QI), repérage de performances d'un enfant ou d'un adulte en regard des performances d'un échantillon de personnes du même âge, échantillon statistique élaboré à partir d'épreuves dont les résultats se dispersent en courbe de Gauss.